# Parosphromenus rubrimontis
Parosphromenus rubrimontis är en fiskart som beskrevs av Maurice Kottelat och Ng 2005. Parosphromenus rubrimontis ingår i släktet Parosphromenus och familjen Osphronemidae. Inga underarter finns listade i Catalogue of Life.